# Rauvolfia tiaolushanensis
Rauvolfia tiaolushanensis är en oleanderväxtart som beskrevs av Ying Tsiang. Rauvolfia tiaolushanensis ingår i släktet Rauvolfia och familjen oleanderväxter. Inga underarter finns listade i Catalogue of Life.